# Маријана Вебер
Маријана Вебер (рођена Маријана Шнајгтер; 2. август 1870, Ерлингхаузен — 12. март 1954, Хајделберг) била је супруга Макса Вебера и познати борац за женска права.

## Младост
Рођена је 2. августа 1870. године у Ерлингхаузену као кћи доктора медицине Едгварда Шнајгтера и Ане Вебер. После смрти мајке преселила се у Лембо, где су је одгајале баба и тетка. Током овог периода њен отац и стриц су проглашени лудима и хоспитализовани су. Са 19 година је дипломирала. Од 1891. године почиње да проводи више времена са Максом Вебером Јуниором и његовом мајком Јеленом. Зближава се са Јеленом, која је ословљава као ону која је несвесна своје лепоте. Она и Макс Вебер се 1893. године венчавају и селе се у Берлин.

## Брак
Током првих година њиховог брака Макс је предавао на универзитету. Маријана је наставила са својим школовањем. После пресељења у Фрајбург она 1894. упознаје Хенриха Рикета. Под његовим утицајем Маријана добија жељу да се укључи у покрет феминсткиња. Такође посвећује се и покрету који подржава жене које похађају универзитет. 1898 Максов отац умире и он трпи честе неурозе. Између 1898 и 1904. Макс се повлачи из јавног живота, често посећује менталне установе, путује и даје оставку на универзитету. Њихове улоге су се обрнуле, тако да је Макс остајао кући а Маријана је ишла на политичке прогласе. 1900. Маријана објављује своју прву књигу "Фичеов социјализам и његова повезаност са Марксовом доктрином". 1904. њихова породица је посетила Америку. У Америци упознаје Џејн Адамс и Флоренс Кели. Те исте године Макс поново ступа на јавну сцену тако што објављује "Протестанску етику и дух капитализма". Маријана га следи и објављује дело под називом "Брак, мајчинство и закон".
1907. њен деда умире, али јој оставља довољно новца да може да настави свој лагодан живот. Маријана се посвећује писању и објављује дела Питање развода, Ауторитет и анатомија брака, Вредност домаћинства, Жене и објективна култура. У јавности Веберови су изгледали као складан пар, али Макс је имао аферу са њиховом породичном пријатељицом Елсе Јафе. По избијању Првог светског рата Маријанина дела постају још обимнија, она је тада написала Нова жена, Идеалан брак, Рат као етнички проблем, Силе које обликују сексуалан живот.
1918. Маријана постаје члан немачке демократске странке и недуго затим бива изабрана за делегата парламента Бадена. 1920. Максова сестра је извршила самоубиство тако да су Макс и Маријана усвојили њену децу. Убрзо након сестрине смрти Макс је добио упалу плућа и умро од тога. После Максове неочекиване смрти Маријана се повукла из јавног живота, припремајући се да објави књиге које је њен муж написао. 1926 је дипломиралала, потом је почела да пише биографију свога мужа. Маријана се поново активирала у феминистичким круговима и временом се људи окупљају око ње. Извор бележи да је држала говоре пред више од 5000 људи. Њена каријера говорничка каријера се завршила око 1935. Почео је и Други светски рат, а њена делатност се смањила. За то време Маријана је држала салон и тако прехрањивала своју породицу. За то време објавила је дело под називом Жена и љубав.

## Делатност
Основни мотив њених дела је жена у патријахалној породици. Она је писала о обичним женама свог времена, о њиховим пословима, животима. Говорила је како аутономија жене пати и како мушкарци доминирају у јавним секторима. Једна је од првих која је схватила да жена јесте и мора бити једнака мушкарцу.
Структура брака може бити коришћена као модел изучавања друштва. Брак и судбина удатих жена је централани мотив који се провлачи кроз право, историју, религију и филозофију. По њој брак може бити деструктиван за жену, али у исто време је и нека врста штита. Она се посветила детаљној анализи ове институције. По њој кључни проблеми брака су: новац, рад жене и сексуалност.
Женски рад може бити коришћен за мапирање и објашњење појединца и друштва. Људски рад ствара културне продукте. Та дела су рангирана од најмањег ка највећем, који су уједно и највише апстрактни као што су филозофија и језик. У средини ове скале се налазе послови које жене свакодневно раде. У средини је сопственост створена и та сопственост утиче на остале. Маријана каже да је сукоб између природног (животињског) и моралног у основи нашег бића.
Разлике као што су класа, образовање, године и основне идеологије имају огромни утицај на свакодневни живот жена. Постоје многе разлике између сеоских и градских жена, али такође постоје многе разлике између сеоских жена. Градске жене, којима је Маријана припадала, нису дефинисане само од стране делатности свога мужа, већ и од сопствене. Због тога имају различите потребе и идеје.

## Георг Зимел и Маријана Вебер
Постоје одређене повезаности између Зимела и Макса, првенствено због њихових утицаја на Франкфуртску школу. Маријана и Георг Зимел су се упознали током студија. Њихово пријатељство је трајало двадесетак година. 1911. она је написала критику о његовом есеју Релативизам и апсолутизам у проблему полова, у којој критикује његов концепт односа између полова.

## Смрт
Нема пуно података о томе како и због чега је Маријана умрла. Зна се да је преживела Други светски рат. Сматра се да је умрла 1954. године, са 84 године и да је сахрањена у Хајделбергу.